# Бернар, Марк
Леонар Марк Бернар (фр. Léonard Marc Bernard; 6 сентября 1900, Ним — 15 ноября 1983, Ним) — французский писатель радикально левых взглядов (именовал себя «пролетарским писателем»). Лауреат Гонкуровской премии за 1942 год.

## Биография
Родился в 1900 году в Ниме в бедной семье. Сын Жана-Батиста Бернара, испанского подданного, выходца с Балеарских островов, и его жены, Марии-Луизы Жуайез. С 12 лет сам зарабатывал себе на хлеб посыльным, затем рабочим. С 1920 по 1922 год, как призывник, служил во французской армии. В 1924 году начал работать на железной дороге. Примерно тогда же вступил во Французскую коммунистическую партию. В 1929 году опубликовал первое крупное произведение — роман «Зигзаг», заслуживший восторженный отзыв Анри Барбюсса. В 1934 году получил свою первую крупную литературную премию — премию «Интералье».
В дальнейшем Бернар сотрудничал в газете французской компартии в качестве литературного критика, мечтал о перестройке всей французской литературы по образцу советской, возглавил группу французских «пролетарских писателей», которую сам и создал.
В 1938 году случайно встретил в Лувре австрийскую еврейку Эльзу Райхман и влюбился в неё. Пара вступила в брак в 1940 году в родном для писателя Ниме. 
В годы войны писатель вынужден был вместе со своей женой скрываться от нацистов. Находясь на нелегальном положении, он не сразу узнал, что ему была присуждена наиболее престижная во Франции литературная Гонкуровская премия. Жюри премии (Гонкуровская академия) во главе с Жозефом Рони-младшим (младшим братом автора приключенческого романа «Борьба за огонь» Рони-старшего) при этом продолжало заседать на территории Франции, и вручение премии писателю-коммунисту в таких условиях было справедливо воспринято французской интеллигенцией, как публичный, направленный против немцев и сторонников правительства Виши, политический жест.
После войны Марк Бернар продолжал плодотворно работать как писатель, много печатался, сотрудничал на радио. В 1970 году получил ещё одну литературную премию — премию Понсеттона. 
Скончался в 1983 году, в значительной степени пережив свою прежнюю славу. Тем не менее, во Франции книги Бернара продолжают эпизодически переиздаваться до сих пор.